# Aribert Heim
Aribert Heim alias Dr. Tod en Tarek Hussein Farid (Bad Radkersburg, 28 juni 1914 – Caïro, 10 augustus 1992) was een Oostenrijks nazi-arts en oorlogsmisdadiger.

## Rol in de Tweede Wereldoorlog
In het voorjaar van 1940 werd hij lid van de Waffen-SS. Hij werkte in april 1941 in KZ Sachsenhausen, in juni 1941 in KZ Buchenwald en hij vertrok juli 1941 naar concentratiekamp Mauthausen. Daar voerde hij gruwelijke medische experimenten uit op gevangenen. Later ging hij werken in een veldhospitaal in Wenen, en ook was hij arts bij de 6. SS-Gebirgs-Division Nord in Finland. Hij kreeg voor zijn rol in de Tweede Wereldoorlog de bijnaam Doktor Tod (Dr. Death) en Mini Mengele.
Onder Heim groeide het Mauthausen-kamp uit tot een centrum voor medische experimenten. Omdat hij en zijn collega-wetenschappers aan een programma werkten om een verdovende pijnstiller te fabriceren, wilde hij de diepere dynamiek van het pijngevoel en het uithoudingsvermogen van het organisme doorgronden. Mensen waren voor hem hierbij slechts proefkonijnen. Heim liet zijn slachtoffers op een operatietafel vastbinden, stelde hen met perverse zin voor wellevendheid op hun gemak, en begon met zijn 'wetenschappelijke experimenten', een Zeiss-chronometer in de hand om vast te stellen hoelang het proefobject erover deed om te sterven, en hoe spastisch en luidkeels diens doodsstrijd verliep.
Drie Spanjaarden kregen bijvoorbeeld benzeen in het hart of de longen geïnjecteerd. Bij anderen werden zonder narcose de appendix of ledematen geamputeerd.
Het gruwelijkste verhaal is dat van twee Joodse mannen, 18 en 20 jaar oud. Heim beloofde hen dat ze zouden worden vrijgelaten in ruil voor een kleine, onschuldige ingreep. Ze werden echter door Heim verdoofd en vervolgens met een operatiemes opengesneden en ontleed. Nadat beide slachtoffers ontleed waren, werd hun hoofd afgesneden waarna de overige delen van de lichamen werden verbrand. Een van deze Joodse hoofden kwam als presse-papier op Heims bureau te staan. Het andere schonk hij als trofee aan een bevriende nazi. Ook liet hij lampenkappen vervaardigen van de geprepareerde huid van zijn slachtoffers.

## Na de Tweede Wereldoorlog
Op 15 maart 1945 werd hij gevangengenomen door Amerikaanse soldaten. Hij werd om vreemde redenen (die mogelijk verband houden met de intussen bekende pogingen van Amerikanen en Sovjets om naziwetenschappers in dienst te nemen) vrijgelaten en werkte na de oorlog als gynaecoloog in het chique kuuroord Baden-Baden, totdat hij in 1962 verdween. Dat was de tijd van Eichmann in Jeruzalem, van Hannah Arendts' verslagen in The New York Times, en van het ontwakende besef dat veel nazi's zich ongestoord onder het volk bevonden.
Zijn familie had iedereen voorgelogen dat Heim in Zuid-Amerika was overleden aan kanker; er werd echter nog steeds geld overgemaakt onder zijn naam. In 2000 ontdekte het Simon Wiesenthal Center een geheime bankrekening van Heim in Berlijn. Er werd een internationaal opsporingsbevel uitgevaardigd en Heim werd op de lijst gezet van het project Operation Last Chance, een campagne van het Simon Wiesenthal Center. In november 2005 werd verklaard dat Heim was gezien in Palafrugell in Spanje, maar later weer zou zijn verdwenen. Op 13 juli 2007 werd bekend dat Oostenrijk hem nog steeds hoopte op te sporen als voortvluchtige oorlogsmisdadiger, tegen een beloning van 50.000 euro. Dit gold ook voor Alois Brunner.
Lange tijd werd gedacht dat Heim zich in Spanje ophield. Verwanten zouden tot 2003 nog geld aan hem hebben kunnen overmaken. Tevens doken regelmatig getuigenissen op van mensen die hem daar meenden te hebben gezien, herkenbaar aan het V-achtige litteken aan de rechterkant van zijn mond. Heim was ruim 1.89 meter lang.
Op 30 juni 2008 uitte het hoofd van het Simon Wiesenthal Center de beschuldiging dat een rechter in het Duitse Baden-Baden de zoektocht naar Aribert Heim blokkeerde. In juli 2008 maakte het Simon Wiesenthal Center bekend dat Aribert Heim mogelijk in Chili zou verblijven. Heims 62-jarige dochter Waltraud Boser woont inderdaad in het Chileense Puerto Montt.

## Overlijden
Op 4 februari 2009 publiceerden The New York Times en de Duitse publieke televisieomroep ZDF de conclusies van een gezamenlijk onderzoek door de journalisten Souad Mekhennet en Nicholas Kulish. Heim zou reeds in 1992 te Caïro aan darmkanker zijn overleden. Hij zou aldaar op een armenbegraafplaats zijn bijgezet, nadat de Egyptische autoriteiten erachter waren gekomen dat Heims zoon het lichaam van zijn vader aan de wetenschap ter beschikking wilde stellen. Daar Heim zich reeds in de jaren tachtig tot de islam zou hebben bekeerd (onder de schuilnaam Tarek Hussein Farid), zou dit echter verboden zijn; vermoedelijk is zijn lichaam in een massagraf begraven. Voordat Heim zich bekeerde, gebruikte hij in het dagelijks leven zijn tweede voornaam Ferdinand. Het Simon Wiesenthal Center wenste een nader onderzoek met bij voorkeur DNA-bewijs; het zou niet de eerste keer zijn dat een oorlogsmisdadiger zijn eigen dood zou veinzen.
Op 21 september 2012 werd Heim door een Duitse rechtbank officieel dood verklaard.

## Boek
In 2010 verscheen het boek 'Killing Dr. Death', van de hand van de Israëlische gepensioneerde kolonel Danny Baz. Het handelt over een groep nazi-jagers waarvan hij deel uitmaakte die in 1982 Heim zou hebben opgespoord in Canada. De oorlogsmisdadiger werd ontvoerd naar het eiland Santa Catalina voor de Californische kust en daar om het leven gebracht. De moord op Heim hield de groep geheim. Ook de familie van Heim zweeg, volgens Baz om zijn pensioen en andere inkomsten te kunnen blijven innen.
De groep werd door een slachtoffer van Heim gefinancierd. Deze had zijn na de oorlog opgebouwde vermogen ingezet om zich te wreken. De groep zou ook leden van een Duits executiepeloton die op de Balkan Joodse Europeanen hadden vermoord alsook enkele Hongaarse nazicollaborateurs hebben vermoord.  
Nazi-jager Efraim Zuroff van de Wiesenthalstichting verklaarde dat het boek van Baz uit leugens bestond en dat Heim nog steeds in leven zou zijn. Zo zou Heim in 1986 nog een brief, gericht aan zijn familie, hebben geschreven.

## Lidmaatschapsnummers
- NSDAP-nr.: 6 116 098
- SS-nr.: 367 744 (1 oktober 1938)